# スティーヴ・コールマン
スティーヴ・コールマン（Steve Coleman、1956年9月20日 - ）は、アメリカのサックス奏者、作曲家、バンドリーダーである。2014年、マッカーサー・フェローに指名された。

## 略歴

### 初期の人生
スティーヴ・コールマンは、シカゴのサウスサイドで育った。14歳でアルトサックスを演奏し始めた。コールマンはイリノイ・ウェズリアン大学に2年間通い、その後、ルーズベルト大学（シカゴ音楽大学）に編入した。
コールマンは1978年にニューヨークに移り、サド・ジョーンズ/メル・ルイス・オーケストラ、スライド・ハンプトンのビッグバンド、サム・リヴァースのスタジオ・リヴベア・オーケストラ、セシル・テイラーのビッグバンドなど、さまざまなビッグバンドで働いた。その後まもなく、コールマンはデヴィッド・マレイ、ダグ・ハモンド、デイヴ・ホランド、マイケル・ブレッカー、アビー・リンカーンとサイドマンとして働き始めた。ニューヨークでの最初の4年間、コールマンは街頭や小さなクラブで、トランペット奏者のグラハム・ヘインズと組んだバンドでかなりの時間を過ごした。このグループがアンサンブルの「スティーヴ・コールマン・アンド・ファイヴ・エレメンツ」に発展し、コールマンの活動の主要なアンサンブルとして機能するようになった。このグループで、巣のように形成されたループ構造のなかで即興するというコンセプトを開発した。コールマンは、カサンドラ・ウィルソンやグレッグ・オズビーなどのアフリカ系アメリカ人の若手ミュージシャンと協力し、いわゆる「M-BASE」ムーブメントをつくり出した。

### 探求
コールマンは、彼が生まれた音楽の伝統が、アフリカの本質的な保持、特にある種の感性を持ったアフリカの人々のディアスポラ文化から来ているとみなしている。彼はこれらのルーツと現代アフリカ系アメリカ人の音楽とのつながりを探した。その目的のために、1993年末にガーナを旅し、（とりわけ）伝統的なドラム音楽が、とても複雑なポリリズムと音楽を通して洗練された会話を可能にするドラム言語を使用するダゴンバ（ダグボン）の人々と接触した（彼らのことは、ジョン・ミラー・チェルノフによって記述および記録されていた）。このように、コールマンは、非西洋文化における音楽の役割と情報の伝達について考えることに活気づけられた。彼は、西アフリカから伝わる伝統音楽に携わっているミュージシャンと協力したいと考えていた。彼の主な関心の1つは、サンテリア（キューバ、プエルトリコ）、ヴォドゥ（ハイチ）、カンドンブレ（ブラジル、バイア）の根底にある、古代アフリカの宗教の1つであるヨルバの伝統（主にナイジェリア西部出身）であった。キューバにて、コールマンは、さまざまなスタイルのルンバと、サンテリアの一般的な称号（アバクア、アララ、コンゴ、ヨルバ）の下で混ざり合ったアフリカの伝統を永続させるキューバのすべてを保存することにに特化したグループ「Afrocuba de Matanzas」を見つけた。1996年、コールマンはミュージシャンに加えダンサーという10人を引き連れ、「Afrocuba de Matanzas」と共に12日間一緒に働き、ハバナ・ジャズ・フェスティバルで演奏し、アルバム『The Sign and the Seal』をレコーディングした。1997年、コールマンはアメリカとキューバのミュージシャンのグループをセネガルに連れて行き、地元セネガルのグループ「Sing Sing Rhythm」のミュージシャンとの音楽および文化交流に協力した。彼はまた、1998年に自身のグループであるファイヴ・エレメンツをインド南部に導き、カルナティック音楽といった伝統の異なるミュージシャンとの文化交流に参加した。
2014年9月、コールマンは「ジャズによって独特で革新的な作品を作成するため、従来のテンプレートを刷新した」としてマッカーサー・フェローを受賞した。

## ドキュメンタリー
Eve-Marie BregliaのDVD『Elements of One』では、1996年から2003年までのスティーヴ・コールマンおよび彼のバンドと、ヴォン・フリーマン、キューバや西アフリカ、セネガルのアフロ・キューバン・ミュージシャン、アメリカのラッパーたち、インドのインド音楽家、エジプトの古代エジプト哲学、パリのコンピューター音楽研究センターとの出会いが紹介されている。

## ディスコグラフィ

### リーダー・アルバム
※特に断りのない限りスティーヴ・コールマン・アンド・ファイヴ・エレメンツ名義
- 『マザランド・パルス』 - Motherland Pulse (1985年、JMT) ※スティーヴ・コールマン・グループ名義
- 『オン・ジ・エッジ・オブ・トゥモロウ』 - On the Edge of Tomorrow (1986年、JMT)
- 『ワールド・エクスパンション』 -World Expansion (1987年、JMT)
- 『SINE DIE』 - Sine Die (1987年、Pangaea)
- 『リズム・ピープル』 - Rhythm People (1990年、Novus)
- 『ブラック・サイエンス』 - Black Science (1991年、Novus)
- 『リズム・イン・マインド』 - Rhythm in Mind (1991年、Novus) ※ソロ名義
- 『ドロップ・キック』 - Drop Kick (1992年、Novus)
- 『フリンジ・ゾーン』 - The Tao of Mad Phat (1993年、Novus)
- A Tale of 3 Cities (The EP) (1994年、Novus/BMG) ※Steve Coleman and Metrics名義
- 『デフ・トランス・ビート』 - Def Trance Beat (1994年、Novus/BMG)
- Myths, Modes and Means (1995年、Novus/BMG) ※Steve Coleman and the Mystic Rhythm Society名義
- The Way of the Cipher (1995年、Novus/BMG) ※Steve Coleman and Metrics名義
- Curves of Life (1995年、Novus/BMG)
- The Sign and the Seal (1996年、BMG) ※Steve Coleman and the Mystic Rhythm Society with AfroCuba de Mantanzas名義
- 『ジェネシス』 - Genesis (1997年、BMG) ※Steve Coleman and the Council of Balance名義
- 『ジ・オープニング・オブ・ザ・ウェイ』 - The Opening of the Way (1997年、BMG)
- 『ザ・ソニック・ランゲッジ・オブ・ミス』 - The Sonic Language of Myth (1998年、BMG)
- The Ascension to Light (2001年、BMG France)
- 『狼煙』 - Resistance Is Futile (2001年、Label Bleu)
- Alternate Dimension Series I (2002年、Free download)
- On the Rising of the 64 Paths (2002年、Label Bleu)
- Lucidarium (2003年、Label Bleu)
- 『象徴としてのジャズ』 - Weaving Symbolics (2006年、Label Bleu)
- Invisible Paths: First Scattering (2007年、ツァディク) ※ソロ名義
- Harvesting Semblances and Affinities (2010年、Pi) ※ソロ名義
- The Mancy of Sound (2011年、Pi)
- Functional Arrhythmias (2013年、Pi)
- Synovial Joints (2015年、Pi) ※Steve Coleman and the Council of Balance名義
- Morphogenesis (2017年、Pi) ※Steve Coleman's Natal Eclipse名義
- Live at the Village Vanguard Vol. 1 (The Embedded Sets) (2018年、Pi)

### コラボレーション・アルバム
- ストラタ・インスティテュート (with グレッグ・オズビー) : 『サイファー・シンタックス』 - Cipher Syntax (1989年、JMT)
- ストラタ・インスティテュート : 『トランスマイグレイション』 - Transmigration (1991年、Rebel-X/Columbia) ※with Von Freeman
- スティーヴ・コールマン & デイヴ・ホランド : 『フェイズ＝スペイス』 - Phase Space (1991年、Rebel-X/DIW)
- M-BASEコレクティヴ : 『アナトミー・オブ・ア・グルーヴ』 - Anatomy of a Groove (1992年、Rebel-X/DIW/Columbia)

### 参加アルバム
サム・リヴァース
- Colours (1982年、Black Saint) ※Sam Rivers Winds Of Manhattan名義
- Inspiration (1999年、BMG France) ※Rivbea All-Star Orchestra名義。コールマンによるミックス&プロデュース
- Culmination (1999年、BMG France) ※Rivbea All-Star Orchestra名義。コールマンによるミックス&プロデュース

ダグ・ハモンド
- Perspicuity (1991年、L+R) ※1981年-1982年録音
- 『スペイシス』 - Spaces (1982年、Idibib)

フランコ・アンブロゼッティ
- 『テンテッツ』 - Tentets (1985年、Enja)

アビー・リンカーン
- 『トーキング・トゥ・ザ・サン』 - Talking to the Sun (1984年、Enja)
- 『フー・ユースト・トゥ・ダンス』 - Who Used to Dance (1997年、Gitanes/Verve)

デイヴ・ホランド
- 『ジャンピン・イン』 - Jumpin' In (1984年、ECM)
- 『シーズ・オブ・タイム』 - Seeds of Time (1985年、ECM)
- 『レイザーズ・エッジ』 - The Razor's Edge (1987年、ECM)
- 『トリプリケート』 - Triplicate (1988年、ECM)
- 『エクステンションズ』 - Extensions (1990年、ECM)

チコ・フリードマン
- 『タンジェンツ』 - Tangents (1984年、Elektra Musician)

ビリー・ハート
- 『オシュマレ』 - Oshumare (1985年、Gramavision)

The Errol Parker Tentet
- Live at the Wollman Auditorium (1985年、Sahara)

デヴィッド・マレイ・ビッグバンド
- 『ライヴ・アット・スウィート・ベイジル vol.1』 - Live at "Sweet Basil" Vol. 1 (1985年、Black Saint)
- 『ライヴ・アット・スウィート・ベイジル vol.2』 - Live at "Sweet Basil" Vol. 2 (1986年、Black Saint)

カサンドラ・ウィルソン
- 『ポイント・オブ・ヴュー』 - Point of View (1986年、JMT)
- 『デイズ・アウェイ』 - Days Aweigh (1987年、JMT)
- 『ジャンプワールド』 - Jumpworld (1990年、JMT)
- 『トラヴェリング・マイルス』 - Traveling Miles (1999年、Blue Note)

ジェリ・アレン
- Open on All Sides in the Middle (1987年、Minor Music)

ミシェル・ローズウーマン
- 『クインテッセンス』 - Quintessence (1987年、Enja)

ロビン・ユーバンクス
- 『ディファレント・パスペクティブズ』 - Different Perspectives (1989年、JMT)

スタンリー・カウエル
- 『バック・トゥ・ザ・ビューティフル』 - Back to the Beautiful (1989年、Concord)

ロニー・プラキシコ
- Plaxico (1990年、Muse)
- West Side Stories (2006年、Plaxmusic) ※1曲でゲスト参加

シンディ・ブラックマン
- Code Red (1992年、Muse)

ザ・ルーツ
- 『ドゥ・ユー・ウォント・モア?!!!??!』 - Do You Want More?!!!??! (1995年、DGC/Geffen)
- 『イラデルフ・ハーフライフ』 - Illadelph Halflife (1996年、DGC/Geffen)

ラヴィ・コルトレーン
- Moving Pictures (1998年、BMG France)

Anthony Tidd’s Quite Sane
- Child of Troubled Times (2002年、CoolHunter Music)